# Aesop Rock
 Ikke at forveksle med ASAP Rocky.
Ian Matthias Bavitz (født 5. juni 1976), bedre kendt under kunstnernavnet Aesop Rock, er en amerikansk rapper og producer. Han er en af de mest kendte rappere fra undergrund hiphop-bølgen i slutningen af 1990'erne og starten af 2000'erne.
Aesop Rock er kendt for sit kæmpe ordforråd, og blev i en undersøgelse fra 2014 udpeget som den rapper med det største ordforråd. Undersøgelsen viste også, at han havde et større ordforråd end William Shakespeare.

## Karriere
Aesop Rock begyndte sin musikkarriere imens han var i college, og udgav sit debutalbum Music for Earthworms i 1997. Albummet var selv-finansieret og selv-produceret med hjælp fra hans gode ven Blockhead. Albummet blev udgivet selvstændigt, og var en succes da det solgte ca. 300 kopier. Denne indkomst var nok til, at Aesop Rock kunne producere endnu et selvstændigt værk, EP'en Appelseed, som blev udgivet i 1999.
Undergrundssuccesen tiltrak en pladeselskab, og Aesop Rock skrev i 1999 under med Mush Records. Han udgav sit andet album kaldet Float i 2000. Kort efter udgivelsen af Float skiftede Aesop Rock til El-P's Definitive Jux-pladeselskab. Han udgav i 2001 sit tredje album, Labor Days. Albummet var en succes, og fik gode anmeldelser. Albummet fik mere popularitet efter, at sangen Labor fra albummet blev inkluderet på soundtracket til det meget populære computerspil Tony Hawk's Pro Skater 4 i 2002.
Hans fjerde album Bazooka Tooth blev udgivet i 2003, dog til mere middelmådig modtagelse. Han vendte tilbage i 2007, da han udgav sit femte album None Shall Pass. Aesop Rock gik herefter på en længere pause fra at lave ny musik, som ikke var hjulpet af, at Definitive Jux ophørte i 2010. Han var dog ikke inaktiv, da han stadig producerede musik, og også var med på andre kunstneres sange i perioden. Han annoncerede i 2011, at han ville vende tilbage, og ville skifte pladeselskab til Rhymesayers Entertainment. Han udgav sit sjette album Skelethon i 2012. Hans syvende album The Impossible Kid blev udgivet i 2016.
Aesop Rock dannede i 2018 duoen Malibu Ken sammen med den elektroniske musiker Tobacco, og de udgav deres selvbetitlet debutalbum i januar 2019. Han udgav herefter sit ottende album, Spirit World Field Guide i november 2020. Herefter blev det annonceret, at han ville blive genforenet med sin gamle ven Blockhead, og de udgav i 2021 et fællesalbum kaldet Garbology.

## Diskografi
Album
- Music for Earthworms (1997)

- 'xFloat (2000)
- Labor Days (2001)
- Bazooka Tooth (2003)
- None Shall Pass (2007)
- Skelethon (2012)
- The Impossible Kid (2016)
- Spirit World Field Guide (2020)
- Garbology (2021) (sammen med Blockhead)

EP
- Appelseed (1999)
- Daylight (2002)
- Fast Cars, Danger, Fire and Knives (2005)
- Cat Food (2015)
- Freedom Finger (Music from the Game) (2020)
- The Recycling Bin (2022)